# Dencoeliopsis johnstonii
Dencoeliopsis johnstonii är en svampart som först beskrevs av Miles Joseph Berkeley, och fick sitt nu gällande namn av Korf 1971. Dencoeliopsis johnstonii ingår i släktet Dencoeliopsis och familjen Helotiaceae.  Arten är reproducerande i Sverige. Inga underarter finns listade i Catalogue of Life.